# سفينة تبريز
سفينة تبريز أو خزانة تبريز أو إناء تبريز هي مخطوطة إسلامية موسوعية مهمة من إيران الإلخانية في القرن الرابع عشر جمعها أبو المجد محمد بن مسعود التبريزي بين عامي 1321 و1323.
لفظ سفينة الفارسي مأخوذ من العربية، ولكن في مصطلح المخطوطات، يشير إلى شكل خاص من أشكال الكتاب الذي يكون غلافه ممدودًا. وهكذا عندما يفتح الكتاب فإنه يشبه السفينة. في الاستخدام الفارسي، "سفينة" مرادفة لـ"جنغ" والتي تعني مجموعة من المقالات أو القصائد.

## الاكتشاف والنطاق
نشرَت مطبعة جامعة طهران الكتاب في نسخة طبق الأصل من المخطوطة. وبما أنها تشكل مخطوطة إسلامية نادرة اُكتُشفَت مؤخرًا، فقد أثارت قدرًا كبيرًا من الاهتمام بين العلماء الإسلاميين والإيرانيين والعرب والترك وغيرهم. وهي محفوظة بشكل شبه كامل، وتحتوي على 209 عملًا في مجموعة واسعة من المواضيع، باللغتين الفارسية والعربية، فضلًا عن بعض الشعر الذي يُشار إليه بالبهلويات الإيرانية في تبريز . وفقًا للأساتذة سيد جواهر وماكجلين، فإن السفينة: هي في الواقع كنز كامل، مضغوط بين غلافين . ومن المميزات المهمة للسفينة أنها تحتوي على أعمال عدد من الفلاسفة المسلمين الذين لم يكونوا معروفين حتى اكتشاف المخطوطة، وقد وُجدَت بعض آرائهم المميزة.
تحتوي نصوص السفينة التبريزي على فصول منفصلة تغطي الحديث النبوي، والمعجم، والأخلاق، والتصوف، والفقه، وعلم اللاهوت (التوحيد)، والتفسير، والتاريخ، والقواعد، وعلم اللغة، والأدب والنقد الأدبي، والفلسفة، وعلم الفلك، وعلم التنجيم، وعلم المعادن، والرياضيات، والطب، والموسيقى، وعلم الفراسة، وعلم الكونيات، والجغرافيا. وفقًا للأساتذة أ. أ. سيد جواهر وس. ماكجلين، فإن بعضًا من أفضل النصوص المتاحة للأعمال المهمة في الثقافة والتعلم الإسلامي موجودة في هذا العمل.
وقد عقدت في الآونة الأخيرة عدة مؤتمرات في إيران والعالم الغربي لمناقشة الجوانب المختلفة لهذا الكتاب. وقد انعقد المؤتمران الأهم في هذا الشأن في جامعة لايدن وجامعة تبريز في إيران. وقد عُقد المؤتمر في مدينة تبريز حيث أُلف عمل بعنوان: تبريز في مرآة خزانة تبريز.
يقول الأستاذ السيد علي آل داود: إن الصورة التي نحصل عليها من العصر الإسلامي في القرنين السابع والثامن من سفينة تبريز هي صورة كاملة عن الأوضاع الثقافية والعلمية والاجتماعية في ذلك الوقت. يتناول السيد علي آل داود أحد الجوانب العديدة لهذه المخطوطة الفلسفة الإسلامية. وصف الأستاذ الجامعي سيد حسين نصر المخطوطة بأنها اكتشاف مذهل في كتابه الأخير. يقدم الأستاذ نصر لمحة موجزة عن الرسالة الفلسفية للسفينة، كما يوضح أهميتها لتوضيح الحياة في العصر العباسي للعرب والفُرس.

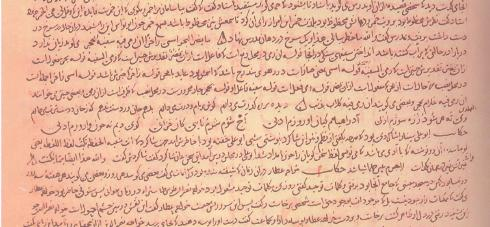
صفحة من السفينة تحتوي على قصيدة فارسية حديثة وقصيدة بهلوية (لهجة إيرانية إقليمية)

## نظرة عامة على بعض المقالات
يشتمل الكتاب على حوالي 209 مقالة انتقائية تغطي العديد من الموضوعات والمواضيع. جميع المقالات مكتوبة باللغتين الفارسية والعربية، على الرغم من أن بعض المقالات تحتوي على أشعار وأقوال من البهلوية.
إن المواد 77 و 79 و 80 هي باللغة العربية ومن كتاب ابن سينا . وهذه المواد تتطرق إلى مسألة القدر مقابل الإرادة الحرة بالإضافة إلى مواضيع فلسفية أخرى. والسائل فيها هو الشاعر الفارسي الشهير أبو سعيد أبو الخير.
المادة 84، باللغة الفارسية، هي عمل فلسفي لنصير الدين الطوسي بعنوان: آغاز وأنجام (البداية والنهاية).
المادة 90، أيضًا باللغة الفارسية، تتناول كيفية العثور على القمر في دائرة البروج الحالية دون استخدام التقويم. هذه المقالة مأخوذة من نصير الدين الطوسي، وهي عمل فلكي مميز.
تحتوي المادة 92 على جداول مواقع النجوم والحسابات الفلكية.
المادة 97 تتناول الرياضيات. تحتوي على ثلاثة أقسام، وكل قسم يتكون من قسمين فرعيين.
المادة 99 أيضا باللغة الفارسية تتناول الطب وفوائد وأضرار الفواكه والنباتات والخبز المختلفة، باستخدام تجارب علمية.
وتتضمن المادتان 112 و113 تاريخ ميلاد الأنبياء والخلفاء والعلماء المهمين، واضعةً عام ولادة النبي محمد كأهمها، وأيضًا تحتوي على ملوك فارس قبل الإسلام وكذلك ما بعد الإسلام، وميلاد الفلاسفة المهمين مثل أرسطو وجاسم بن محمد رفيق زرادشت. بالنسبة لزمنه، يضع المؤلف ولادة النبي آدم قبل 6700 سنة وولادة النبي نوح قبل 4900 سنة.
المادة 114 (باللغة الفارسية) تتحدث عن تاريخ تبريز. ويذكر بناء تبريز على يد وحسودان، الحاكم الرواندي المسلم.
المادة 134 تحتوي على قاموس لغات التخصصات (معجم اللغة الفارسية) للأسدي الطوسي .
تتناول المادتان 138 و 139 (باللغة الفارسية) الموضوعات الأخلاقية والفلسفية التي طرحها الوزير الساساني بزرجمهر.
المادة 145، تتكون من ثلاثة أقسام، وهي عن الموسيقى، كتبها عجب الزمان محمد بن محمود النيسابوري.
المادة 163 في اللغة الفارسية تتحدث عن الفوائد الصحية للعطور والأدوية ذات الرائحة الطيبة.
المادة 165 باللغة الفارسية عنوانها: مسببات الثلج والمطر وتتكون من 20 مادة، وتتكون عن الأسباب العلمية لتكوّن المطر والثلج، ولماذا يسقطان في أماكن معينة دون الأخرى.
المادة 166، باللغة الفارسية، تتعلق بالجغرافيا وتتعامل مع مناطق ومدن العالم، وبالأخص الإسلامي.
المادة 196 باللغة الفارسية تتعلق بالمعرفة والمنطق.
المادة 205 بعنوان: المختصر في بني أمية، وهي باللغة العربية، وتعطي نبذة تاريخية مختصرة عن الدولة الأموية من معاوية إلى آخر الأمويين في الأندلس.

## الأهمية اللغوية

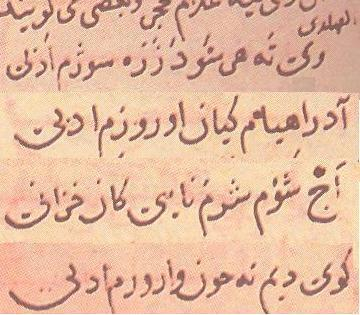
عينة من قصيدة بهلوية (لهجة إيرانية إقليمية)

بالإضافة إلى اللغة العربية والفارسية الفصحى، تحتوي النصوص على العديد من التعبيرات اليومية للغة الإيرانية القديمة في تبريز خلال العصر الإيلخاني والذي يُطلق عليه أيضًا اسم البهلويات المشتقة من كلمة بهلوي. كما هو واضح في الفصل 124، صفحة 533، في ذلك الوقت لم تكن لغة تبريز هي التركية وكانت اللغة المشتركة في تبريز هي البهلوية (أو الأذرية القديمة).
نموذج من التعابير البهلوية عند الصوفي بابا فرج التبريزي في السفينة:
انانک قده‌ي فرجشون فعالم آندره أووارادا چاشمش نه پيف قدم کينستا نه پيف يحدث
اللغة الفارسية القياسية:
چندانک فرج را در عالم آورده‌اند چشم او نه بر قدم افتاده‌است نه بر حدوث
الترجمة:
ما الذي يجعل الفرج يتقدم في العالم؟
تحتوي السفينة (التي كُتبت في العصر الإيلخاني) على العديد من القصائد والجمل من اللهجة الإقليمية القديمة في أذربيجان. يحتوي جزء آخر من السفينة على جملة مباشرة في ما أطلق عليه المؤلف التبريزي الأصلي صراحةً "زبان تبريز" (لغة تبريز)
| « | دَچَان چوچرخ نکویت مو ایر رهشه مهر دورش چَو ِش دَ کارده شکویت ولَول ودَارد سَر ِ یَوه پَری بقهر اره میر دون جو پور زون هنرمند پروکری اَنزوتون منی که آن هزیوه اکیژ بحتَ ورامرو کی چرخ هانزمَویتی ژژور منشی چو بخت اهون قدریوه نه چرخ استه نبوتی نه روزو ورو فوتی زو ِم چو واش خللیوه زمم حو بورضی ربوه | » |

## مناقشات الجمادات
تشكل المناقشات المثيرة للاهتمام بين مختلف الكائنات بعضًا من مقالات السفينة. في كل من هذه المناقشات، يتفاخر كل موضوع بجودته الخاصة مقارنة بخصمه في حين يحاول التقليل من شأن خصومه. ومن خلال هذه التجريدات للأشياء غير الحية، يستخدم المؤلفون الشعر والتأليف لنقل الدروس الأخلاقية والفلسفية. المقالات المدرجة التالية كلها باللغة الفارسية هي المناقشات بين الأشياء غير الحية.
المادة 45: مناظرة بين الورد والخمر (المناظرية قول أو مول / مناظرهء گُل و مُل) لأبي سعيد الترمذي
المادة 46: مناظرة بين شجرة السرو والماء (المناظرية صارو واب / مناظرهء سرو و آب) للقاضي نظام الدين الأصفهاني
المادة 47: مناظرة بين الخمر والحشيش (مناظيرية شراب او حشيش / مناظرهاء شراب و حشیش) لسعد الدين بن بهاء الدين
المادة 48: مناظرة أخرى بين الخمر والحشيش (مناظيرية شراب او حشيش / مناظرهء شراب و حشیش) لمؤلف غير معروف
المادة 49: مناظرة بين السيف والقلم (مناظيرية شمشير وقلم / مناظره شمشیر و قلم) لمؤلف غير معروف. وكانت هذه المناظرات من المناظرات المشهورة في العالم الإسلامي، فقد كتب علماء آخرون مثل ابن الوردي مناظرة بين السيف والقلم.
المادة 50: مناظرة بين الأرض والسماء (مناظرهء زمین و آسمان) لمؤلف غير معروف
المادة 51: مناظرة بين النار والأرض (مناظرهاء النار والاوراب) لأمين الدين أبو القاسم الحاج بولاه
المادة 52: مناظرة بين البصر والسمع (مناظره السمع والبصر) لمؤلف السفينة أبو المجد محمد بن. مسعود التبريزي
المادة 53: مناظرة بين النظم والنثر (مناظرهء نظم و نثر) لأبي المجد محمد ب. مسعود التبريزي